# Фазани (Кампобасо)
Фазани је насеље у Италији у округу Кампобасо, региону Молизе.
Према процени из 2011. у насељу је живело 85 становника. Насеље се налази на надморској висини од 922 м.